# Scappamento

Immagine animata di uno scappamento ad ancora, utilizzato in orologi a pendolo

Lo scappamento è un sistema meccanico che blocca e rilascia la rotazione di un ingranaggio con  un movimento oscillatorio, in particolare negli orologi a pendolo e a bilanciere.
Lo scappamento fa parte di una catena di ingranaggi indotti a ruotare da un motore, che può essere una molla carica, o il graduale rilascio dell'energia potenziale di un peso. Senza lo scappamento, gli ingranaggi ruoterebbero velocemente fino a scaricare il motore. Lo scappamento provoca un avanzamento passo a passo degli ingranaggi, liberando un dente ad ogni oscillazione del pendolo. Contemporaneamente, restituisce all'organo oscillante l'energia necessaria a compensare le perdite causate dall'attrito, in modo da mantenere la regolarità o isocronia dell'oscillazione. È questo scatto periodico a produrre il classico ticchettio degli orologi.

## Affidabilità

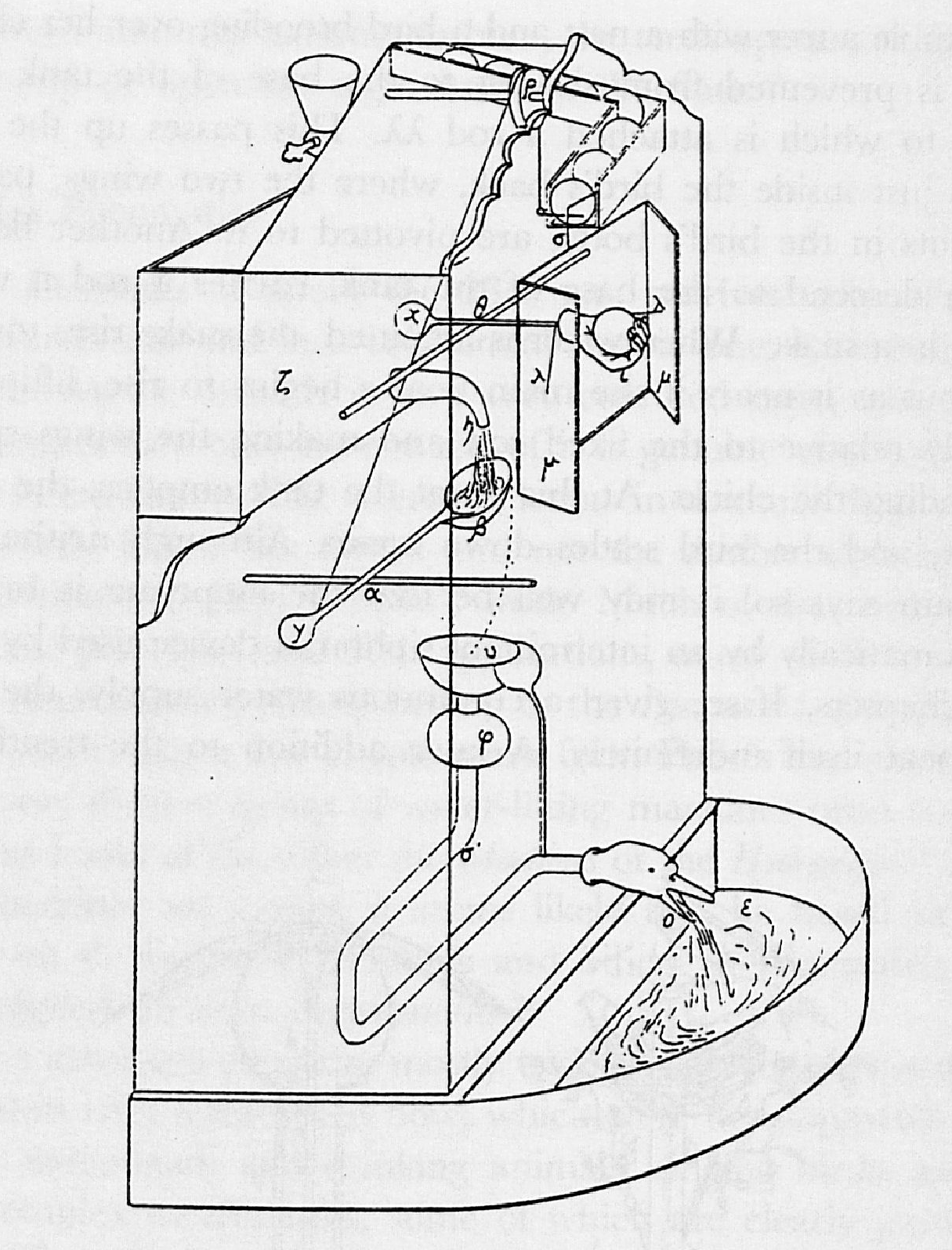
Il meccanismo di Filone d'Alessandria

I diversi tipi di scappamento hanno in comune il problema di potersi bloccare, per esempio per incastramento. Un altro problema può essere il salto di uno scatto, che però se limitato ad uno scatto perso su migliaia corretti, ha un effetto trascurabile sulla precisione dell'orologio.
Lo scappamento è la parte dell'orologio più soggetta al logoramento, essendo il sistema con il movimento più rapido. L'efficienza con cui l'energia è trasferita al pendolo determina la durata di funzionamento tra due ricariche successive.

## Storia
La più antica descrizione di un meccanismo di scappamento risale all'antica Grecia. Ce ne informa Filone di Bisanzio, ingegnere del III secolo a.C., nel capitolo 31 del suo Pneumatica, un trattato tecnico sulle macchine pneumatiche. È degno di nota il fatto che, all'epoca, il meccanismo era già di uso comune da tempo, essendo incorporato negli orologi ad acqua. È lo stesso Filone di Bisanzio, nel descrivere un congegno utilizzato per la fornitura di acqua in un mobile da toilette, a far notare che il meccanismo di scappamento ha una "[...] costruzione simile a quella degli orologi"
Nella descrizione di Filone, un cucchiaio con contrappeso si riempie dell'acqua fornita da un apposito serbatoio: il peso dell'acqua fa ribaltare il cucchiaio su un recipiente, rilasciando, nel processo, una pomice sferica. Quando il cucchiaio si è svuotato, ritorna verso l'alto sotto la spinta del contrappeso, chiudendo l'entrata sulla pomice attraverso la tensione di un laccio.

## Tipi
Esistono diversi tipi di meccanismi di scappamento, tra i quali i più noti sono:

### A verga e ruota corona

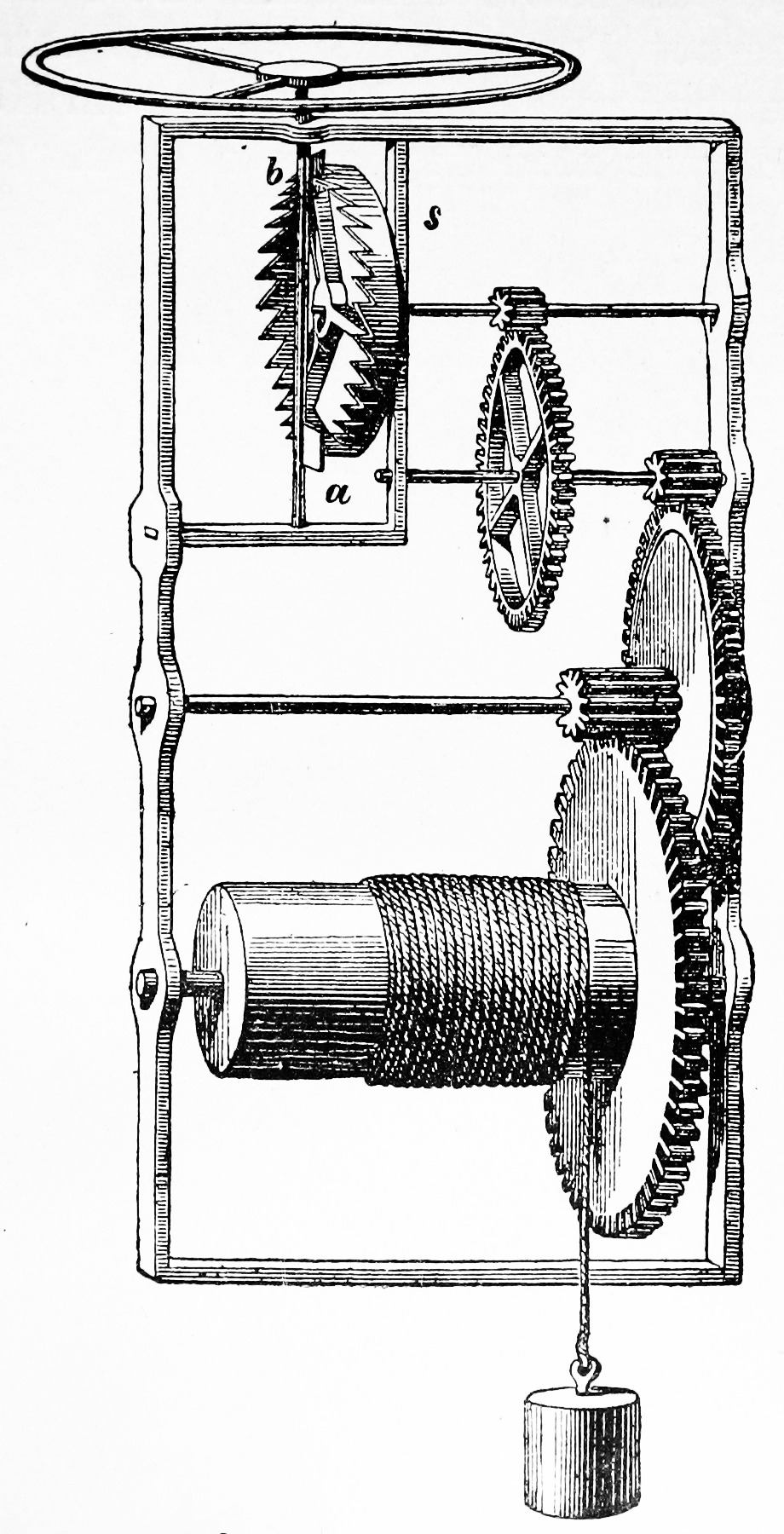
Meccanismo con volano e scappamento a corona e vèrghe

Questo tipo di scappamento è noto all'incirca dal 1275. È costituito da una ruota (detta "caterina") con un bordo dentato e rialzato, simile ad una corona, e da un albero ortogonale all'asse e trasversale al bordo della corona, detto verga, dotato di due palette, solidale con una semplice ruota (prima) o con il pendolo (dopo l'invenzione di questo). Le due palette si trovano in corrispondenza di due denti diametralmente opposti della corona e sono angolate tra loro. Dapprima una paletta si inserisce su un dente della corona, bloccandola e ricevendone una spinta in senso inverso. Quando il pendolo giunge all'estremo opposto, l'altra paletta si inserisce sul dente diametralmente opposto, permettendo l'avanzamento di uno scatto della corona e ricevendo una nuova spinta in direzione opposta.
L'arresto e la ripartenza in senso inverso dell'albero è poco efficiente e richiede molta energia per vincere l'inerzia, per cui questo sistema richiede ingranaggi robusti ed è molto rumoroso.

### Ad àncora

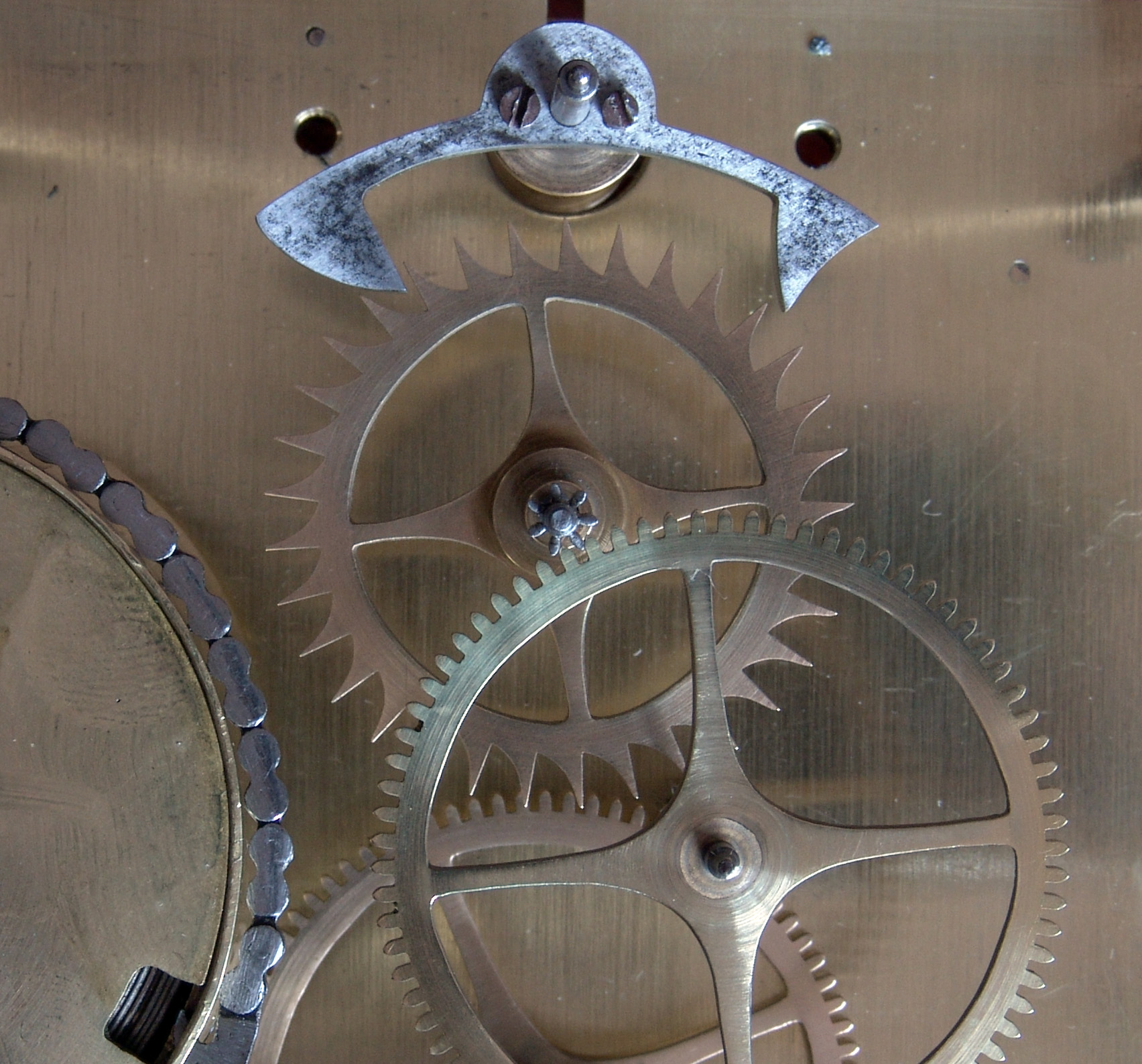
Scappamento ad ancora

Un miglioramento fu sviluppato da Robert Hooke, che inventò lo scappamento ad àncora, simile a quello a ruota corona, ma differente per il fatto che le palette non si incastrano sulla ruota corona bloccando l'asse, ma semplicemente si ingranano in essa. La ruota dentata non è più a forma di corona, ma appiattita, con l'àncora che oscilla lateralmente sullo stesso piano. Il movimento dell'àncora è limitato e così l'effetto dell'inerzia. In questo modo gli ingranaggi potevano essere più leggeri, economici e durevoli.
Un problema presente nel disegno originale degli scappamenti ad àncora è che il pendolo o in generale l'oscillatore non è lasciato oscillare liberamente ma la ruota, tirata dal motore, fa quasi continuamente forza sulle palette, in parte contro il loro movimento naturale, in parte in favore di questo. Questo comporta un difetto di isocronismo nell'orologio al variare della forza esercitata dal motore. Se la forza proviene da un peso sospeso, questa è costante e il problema non si manifesta, mentre è osservabile se il motore è realizzato con una molla in tensione.
Negli orologi moderni da polso e da tasca, le palette sono normalmente costituite da pietre dure (zaffiri o rubini) di forma appropriata. Un'ulteriore variante è costituita dal cosiddetto scappamento a caviglie (anche noto come scappamento Roskopf), in cui le palette sono costituite da due minuscoli cilindretti metallici verticali. Quest'ultimo tipo di scappamento è utilizzato in sveglie, timer meccanici, orologi da parete ed orologi da polso e da tasca economici; è di costruzione più economica rispetto allo scappamento con palette in pietra, ma al contempo è più rumoroso, più sensibile all'usura e meno preciso.

### A riposo

Scappamento a riposo

Una variazione allo scappamento ad àncora è lo scappamento a riposo, in cui la forma reciproca dei denti della ruota di scappamento e dell'àncora è tale da separare il compito di regolazione della velocità da quello di trasferire energia all'oscillatore per mantenerlo in movimento.
Durante la fase di riposo del movimento della ruota la forza esercitata sulle palette è diretta verso il centro di rotazione dell'àncora per cui, tralasciando gli attriti, non applica una forza al pendolo. Finita la fase di riposo, si ha la breve fase di impulso. Questo disegno è attribuito generalmente a George Graham e datato al 1715, mentre la Wikipedia inglese cita Richard Towneley e data l'invenzione al 1676.

### A cilindro
Lo scappamento a cilindro, la cui invenzione è attribuita a George Graham intorno al 1700, fu un'ulteriore evoluzione del meccanismo ad àncora. Nei precedenti sistemi il pendolo continuava ad avanzare dopo che la paletta aveva ingranato la ruota, forzando lo scappamento a muoversi per un momento all'indietro, contro la spinta del motore. Questo richiedeva un pendolo massiccio,
in grado di accumulare sufficiente quantità di moto per vincere la spinta della molla durante questo periodo.
Nel sistema di Graham i denti dell'àncora sono curvi verso l'asse di rotazione e il pendolo avanza liberamente senza agire sulla ruota e lo scappamento rimane fermo (si usa per questo il termine punto morto).
Il pendolo viene spinto solamente per un breve periodo, dipendente dalla forma del dente. Questo è il primo scappamento che separa le due funzioni di avanzamento del moto e di alimentazione del pendolo.

### Tourbillon

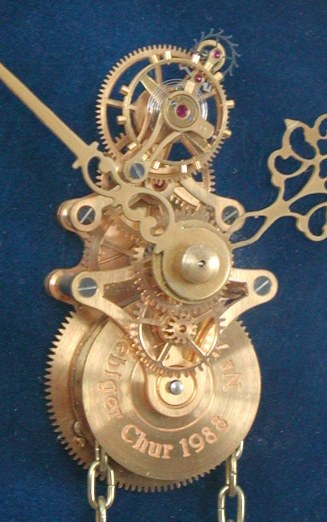
Orologio con scappamento tourbillon (nella parte superiore)

Questo particolare sistema fu inventato nel 1795 da Abraham-Louis Breguet con lo scopo primario di correggere gli errori provocati dalle variazioni della forza di gravità dovute al movimento, ed è quindi impiegato in orologi da polso di precisione. È costituito da una specie di cornice o gabbia all'interno della quale si trovano lo scappamento ed il bilanciere. La cornice ruota lentamente, nell'ordine di grandezza di un giro al minuto, in modo da neutralizzare gli effetti della gravità dopo una rotazione di 180°.
Questo sistema è considerato tra i più complessi in orologeria, e per questo particolarmente apprezzato negli orologi meccanici.

### Grasshopper o a cavalletta
Questo originale meccanismo fu inventato da John Harrison. In esso il pendolo spinge un arpioncino con un dente simile alla testa di un grillo. Quando il dente libera la ruota principale si ha la spinta del pendolo. Successivamente il dente a grillo aggancia e blocca il prossimo incastro sulla ruota ed avanza di uno scatto. Il termine grasshopper significa cavalletta, ed è indicativo del moto del sistema.
Questo meccanismo è energeticamente efficiente e soggetto a poca usura, ma è più complesso da fabbricare.

### A gravità

Scappamento a gravità con doppia ruota a tre bracci

Lo scappamento a gravità usa un piccolo peso o una debole molla per spingere il pendolo direttamente. Il primo modello aveva due bracci, uno a destra e uno a sinistra del pendolo, con perno molto vicino a quella della molla del pendolo.
Quando il pendolo alzava un braccio a sufficienza, la sua paletta rilascia la ruota di scappamento. Quasi immediatamente un altro dente della ruota spinge il braccetto laterale dell'altro braccio, provocando così il sollevamento dello stesso, finché non raggiunge il fermo. L'altro braccio, che nel frattempo è rimasto in contatto con il pendolo, scende fino al punto inferiore della sua corsa, fornendo forza al pendolo.
Il progetto è stato continuamente sviluppato dalla metà del diciottesimo secolo fino alla metà del diciannovesimo secolo. Esso divenne il tipo di scappamento scelto per gli orologi posti sulle torri, in quanto il meccanismo di essi è sottoposto a grandi variazioni di spinta, a causa del carico sulle lancette dovuto a vento, pioggia, neve e ghiaccio: dato che nello scappamento a gravità la forza motrice non dà impulso diretto al pendolo, ma semplicemente compensa il peso che serve per dare l'impulso, lo scappamento non è influenzato dalle variazioni della forza.
Nell'animazione mostrata a lato, i due bracci a gravità sono colorati di rosso e di blu. Le due ruote di scappamento a tre bracci sono anch'esse colorate di blu e di rosso. Essi lavorano su due piani paralleli in modo tale che la ruota blu interagisca solo con il blocco sul braccio blu e la ruota rossa solo con il blocco sul braccio rosso. In uno scappamento reale questi impatti provocano un udibile ticchettio e questi sono indicati con l'apparire di un asterisco accanto ai fermi. I tre perni di sollevamento colorati di nero sono gli elementi chiave per il funzionamento di questo tipo di scappamento: esse provocano il sollevamento del braccio di una quantità indicata dalla coppia di linee parallele ai lati dello scappamento. L'energia potenziale che acquistano è quella che viene fornita al pendolo in ogni ciclo. Per l'Orologio del Trinity College Cambridge Archiviato il 20 novembre 2019 in Internet Archive. una massa di circa 50 grammi è alzata di 3 mm ogni 1.5 secondi, che corrisponde a 1 mW di potenza. La potenza motrice ricevuta dal peso è circa 12 mW, quindi c'è un sostanziale eccesso di potenza usato per far funzionare lo scappamento. Molta di quest'energia viene dissipata.

## Scappamenti elettromeccanici
Sul finire del XIX secolo furono sviluppati sistemi di scappamento elettromeccanici, in cui un interruttore (oppure una fotocellula) è collocato in modo da rilevare il passaggio del pendolo per una zona precisa della sua traiettoria. L'impulso elettrico è impiegato per attivare un elettromagnete che fornisce energia al pendolo e come base per la misura del tempo. Questo tipo di scappamento è molto più preciso di quelli meccanici ed è impiegato negli orologi a pendolo di precisione.